# Marneen Fields

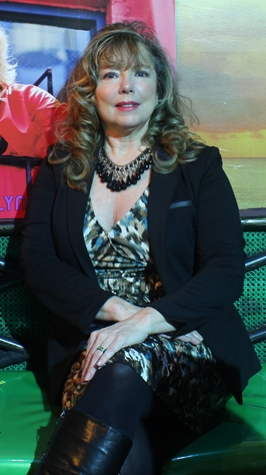
Marneen Fields

Marneen Lynne Fields (* 16. August 1955 in Minot, North Dakota) ist eine US-amerikanische Schauspielerin und Stuntfrau.

## Leben
Fields studierte Schauspiel und Tanz an der Utah State University. 1976 wurde sie vom Stuntman Paul Stader entdeckt und begann eine Ausbildung an seiner Stuntschule. In der Folge drehte sie Stunts unter anderem für Clint Eastwoods Der Mann, der niemals aufgibt und diverse Fernsehserien. 1979 lernte sie Victor French kennen, welcher sie zur Schauspielerin ausbildete. Sie war bis Mitte der 1980er Jahre vor allem in Gastrollen in Fernsehserien wie Agentin mit Herz, Trio mit vier Fäusten und Ein Colt für alle Fälle zu sehen, und war daneben weiterhin als Stuntfrau tätig. Ende der 1980er Jahre hatte sie einen schweren Verkehrsunfall, der ihre Karriere als Stuntfrau beendete.
Fields machte sich daraufhin als Komponistin und Musikproduzentin selbständig.

## Filmografie (Auswahl)

### Als Stuntfrau
- 1977: Der Mann, der niemals aufgibt (The Gauntlet)
- 1977–1978: Der Mann aus Atlantis (Man from Atlantis)
- 1978: Kampfstern Galactica (Battlestar Galactica)
- 1979: Airport ’80 – Die Concorde (The Concorde... Airport '79)
- 1979: Jagd auf die Poseidon (Beyond the Poseidon Adventure)
- 1981: Goliath – Sensation nach 40 Jahren (Goliath Awaits)
- 1981: Das Tier (The Howling)
- 1981–1983: Ein Colt für alle Fälle (The Fall Guy)
- 1984: Das A-Team (Das A-Team)
- 1985: Nightmare II – Die Rache (A Nightmare on Elm Street Part 2: Freddy's Revenge)
- 1986: Der Denver-Clan (Dynasty)
- 1986: Mord ist ihr Hobby (Murder, She Wrote)
- 1986–1991: Matlock

### Als Darstellerin
- 1977: Der Mann, der niemals aufgibt (The Gauntlet)
- 1978: Der tödliche Schwarm (The Swarm)
- 1978: Lou Grant
- 1979: Detektiv Rockford – Anruf genügt (The Rockford Files)
- 1979: Quincy (Quincy M.E.)
- 1981: Die unglaubliche Geschichte der Mrs. K. (The Incredible Shrinking Woman)
- 1983: Ein Colt für alle Fälle (The Fall Guy)
- 1984: Trio mit vier Fäusten (Riptide)
- 1985: Agentin mit Herz (Scarecrow and Mrs. King)